# Casa Aranyó
La Casa Aranyó és una casa del poble de l'Aranyó, al municipi dels Plans de Sió (Segarra), inclosa a l'Inventari del Patrimoni Arquitectònic de Catalunya.
És una casa de grans dimensions a la plaça del nucli de l'Aranyó, davant del castell i al costat de l'antic portal d'accés a la vila closa que s'integra dins l'estructura. Està feta amb paredat amb una estructura de planta baixa, primera planta i segona planta o golfes.
A la planta baixa hi ha la porta principal, formada per un arc de mig punt amb grans dovelles, i una finestra de mitjanes dimensions a la dreta amb llinda superior i amb reixa exterior de ferro forjat amb la presència d'un arc de descàrrega a la part superior, aquesta part de l'edifici correspon a la part més antiga possiblement dels segles . També destaca la presència d'una font adossada a la paret, possiblement posterior a la construcció de la casa.
A la primera planta hi ha dues finestres de grans dimensions amb brancals i llinda motllurats, corresponents a la zona d'habitatge, amb la presència d'un arc de descàrrega entre les dues obertures. A la llinda de la finestra de la dreta hi ha una inscripció amb la data de 1763 que ha de recordar la construcció o una ampliació.
A la segona planta o golfes hi ha dues finestres de petites dimensions, paral·leles a les de la primera planta. Per damunt d'aquestes, el sota-teulada presenta una franja decorativa realitzada amb peces de fang treballat.